# جنون سرعت آنباند
جنون سرعت بی‌قید (به انگلیسی: Need for Speed Unbound) به اختصار NFS UNBOUND یک بازی ویدیویی مسابقه‌ای است که در سال ۲۰۲۲ توسط کرایتریون گیمز توسعه یافته و توسط الکترونیک آرتس برای پلی‌استیشن ۵، ویندوز، و ایکس‌باکس سری اکس و سری اس منتشر شده‌است. این بیست و پنجمین قسمت از سری جنون سرعت است، اولین قسمت سری جنون سرعت برای کرایتریون از زمان جنون سرعت رقبا با گوست گیمز در سال ۲۰۱۳ و اولین توسعه دهنده اصلی از زمان جنون سرعت: تحت تعقیب در سال ۲۰۱۲ است.
آنباند توسط الکترونیک آرتس در ۶ اکتبر ۲۰۲۲ فاش شد. این بازی دارای سبک هنری است که عناصر هنری مانند سایه زنی سل (cel-shading) و هنر گرافیتی را با سبک هنری واقعی‌تر بازی‌های جنون سرعت ادغام می‌کند. نقشه در شهری خیالی با الهام از شیکاگو به نام شهر لیکشور ساخته شده‌است. این بازی در ۲ دسامبر ۲۰۲۲ در سراسر جهان برای مایکروسافت ویندوز، پلی‌استیشن ۵ و ایکس‌باکس سری اکس و سری اس منتشر شد.

## داستان
در شهر لیکشور، بازیکن (بازیکن زن با صداپیشگی الیزابت گرولون، بازیکن مرد با صدای ایان نلسون) و دوست و شریک آنها یاسمن/یاز (به تصویر کشیده شده توسط اشلی لاتروپ) یک ماشین قدیمی را در مغازه مکانیکی خود که متعلق به مربی خود ریدل است، بازسازی می‌کنند. دواین بارنز). پس از برنده شدن در چند مسابقه، یاز با رایدل بر سر یک ماشین اختلاف پیدا می‌کند، از گیر افتادن روزانه در همان شغل خسته می‌شود و آرزو می‌کند کاری بهتر انجام دهد. او به بازیکن می‌گوید که دوستش در سیستم پرورش دهنده، الک، در مورد برخی از مشاغل مربوط به تحویل وسایل نقلیه، به چالش کشیدن قدرت پلیس شهر تحت کنترل شهردار مورگان استیونسون (با صدای دبرا ویلسون) با او تماس گرفته‌است.
یک شب، پس از چند مسابقه، بازیکن یک مأموریت تحویل را انجام می‌دهد اما کسی را در نقطه سقوط پیدا نمی‌کند و یاز به تماس‌های آنها پاسخ نمی‌دهد. در عوض، زنگ ساعت رایدلز رایدز به صدا در می‌آید. با عجله و با فرض بدترین حالت، بازیکن به رایدز رایدل برمی‌گردد تا شاهد حمله به همه ماشین‌هایی باشد که رایدل روی آن‌ها کار می‌کرد. در مواجهه با رایدل و بازیکن، یاز دخالت را انکار می‌کند، اما پس از اینکه رایدل او را به دزدی متهم می‌کند و ناامیدی خود را ابراز می‌کند، با ماشین حرکت می‌کند.
دو سال بعد، مسابقات خیابانی در لیکشور کاهش یافت و ریدلس رایدرز در تلاش برای بازماندن پس از این حادثه بود. بازیکن با رانندگی مردم امرار معاش می‌کند، یکی از آنها تس (جنیفر سان بل)، که بازیکن با او به یک مسابقه خیابانی می‌رود. درست در آن زمان، یاز ظاهر می‌شود و بازیکن متوجه می‌شود که او بخشی از خدمه ای است که سواری‌ها را دزدیده‌است و مسئول احیای مسابقات خیابانی در لیکشور است. او گرند را اعلام می‌کند، یک مسابقه خیابانی بزرگ که در آن برنده مقدار زیادی پول دریافت می‌کند. پس از شنیدن داستان بازیکن و معرفی شدن به رایدل، تس پیشنهاد می‌کند که گاراژ و سواری‌ها را از طریق سرمایه‌گذاری در اختیار او قرار دهد و همچنین بازیکن را در تلاش‌هایش برای واجد شرایط بودن و گرفتن انتقام از یاز و برنده شدن ماشین، در ازای شرط‌بندی بر علیه آنها و در مقابل آنها، راهنمایی کند. . بازیکن سپس تعدادی تحویل برای تس انجام می‌دهد که به بسیاری از آنها مشکوک هستند اما به دلیل پول زیر سؤال نمی‌روند.
پس از برنده شدن در مسابقات مقدماتی هفته اول، بازیکن با یاز به لغزش صورتی در گرند برخورد کرده و به چالش می‌کشد. تس این تعامل را ثبت می‌کند و اطمینان می‌دهد که یاز شرط واگذاری ماشین در مسابقه نهایی را می‌پذیرد. پس از پایان مرحله مقدماتی دوم، بازیکن دوباره با یاز روبرو می‌شود و تس حقیقت را فاش می‌کند: او در حال شرط‌بندی روی و علیه بازیکن، اما برای الک، پول درآورده است. تمام تحویل‌هایی که بازیکن قبلاً انجام داده بود از طرف او بود و از او به عنوان واسطه استفاده می‌کرد. تس به هر دوی آن‌ها اطلاع می‌دهد که الک می‌خواهد با هر سه قراردادی ببندد که در آن نه بازیکن و نه یاز برنده نمی‌شوند، اما برای پرتاب کردن مسابقه، دستمزد هنگفتی دریافت خواهد کرد. یاز خشمگین برای مقابله با الک ترک می‌کند و از اقدامات تس منزجر می‌شود، بازیکن به او می‌گوید که کار تمام شده‌است.
بازیکن با یاز در گاراژ رایدل ملاقات می‌کند و او آنچه را که تس گفته درست است تأیید می‌کند، اما او نمی‌خواست شرایط را بپذیرد و آمد تا به رایدل و بازیکن هشدار دهد. در حال آشتی کردن، یاز پیشنهاد می‌کند که الک را از تمام مجموعه ماشین‌هایش که به‌طور غیرقانونی از طریق تس و پلیر به دست آورده‌است، از جمله آنهایی که از گاراژ رایدل دزدیده شده‌اند، خلاص کند و آنها را به صاحبان واقعی‌شان تحویل دهد. او اشاره می‌کند که بازیکن هنوز باید او را در فینال شکست دهد تا ماشین را پس بگیرد. بازیکن در نهایت گرند را برنده می‌شود و ماشین خود را پس می‌گیرد. تس فاش می‌کند که هرگز برای الک کار نمی‌کرده، بلکه فقط از هر شرط‌بندی و مسابقه‌ای که به دستش می‌آمد پول می‌گرفت، و حالا که آنها برنده شدند، او خراب شده‌است و از بازیکن برای پول تشکر می‌کند. بازیکن و یاز به گاراژ بازمی‌گردند و او با رایدل آشتی می‌کند. اکنون همه دوباره با هم دوست شده‌اند و برای ماجراهای بیشتر آماده می‌شوند.

## روند بازی
جنون سرعت آنباند یک بازی رانندگی است که در شهری خیالی به نام شهر لیکشور می‌گذرد که بر اساس شیکاگو ساخته شده‌است. مانند ورودی‌های قبلی این سری، دارای یک محیط جهان باز و گیم پلی شبیه به ورودی‌های قبلی در این سری است که عمدتاً بر روی مسابقات خیابانی متمرکز شده‌است. «سیستم حرارتی» از جنون سرعت حرارت در آنباند بازمی‌گردد، جایی که بازیکن تلاش می‌کند در میان پلیس شهرت پیدا کند. علاوه بر این، بازی دارای اشکال مختلف سفارشی‌سازی مانند نصب کیت‌های بدنه مختلف، اضافه کردن دیفیوزر و حتی حذف کامل سپرهای جلو یا عقب است.

## توسعه و انتشار
در فوریه ۲۰۲۰، اعلام شد که توسعه بازی‌های آینده جنون سرعت از گوست گیمز به کرایتریون گیمز بازمی‌گردد، زیرا گوست گیمز به ئی‌ای یوتبری ارجاع داده شد. کرایترین گیمز قبلاً روی جنون سرعت: تعقیب شدید (۲۰۱۰) و جنون سرعت: تحت تعقیب (۲۰۱۲) کار کرده بود. در ابتدا قرار بود این بازی در سال ۲۰۲۱ منتشر شود، اما به دلیل اینکه تیم به‌طور موقت برای کمک به توسعه بتلفیلد ۲۰۴۲ منصوب شد، به سال ۲۰۲۲ عقب افتاد. در ماه مه ۲۰۲۲، ئی‌ای اعلام کرد که کدمسترز چشایر را در کرایتریون گیمز ادغام کرده‌است و تیم بزرگتری برای کار روی بازی ایجاد کرده‌است.
چند روز قبل از رونمایی، طرفداران متوجه شدند که ئی‌ای به‌طور تصادفی نام عنوان جنون سرعت آینده خود را در اوایل وب سایت خود فاش کرده‌است. علاوه بر این، طرفداران همچنین متوجه شدند که تصاویر تبلیغاتی بازی در اوایل وب سایت خرده فروش ژاپنی نئو وینگ منتشر شده‌است. آنباند به‌طور رسمی در تاریخ ۶ اکتبر ۲۰۲۲ در تریلری که سبک هنری «هنر خیابانی» بازی را به نمایش می‌گذارد و همچنین رپر ایسپ راکی را به نمایش می‌گذارد، که قرار است حالت خاص خود را در بازی داشته باشد و همچنین بازی کند. برخی از موسیقی‌های او همراه با AWGE به نمایش درآمد. ئی‌ای اعلام کرده‌است که این بازی به‌روزرسانی‌های رایگان پس از عرضه را دریافت خواهد کرد.
آنباند همچنین یک نسخه لوکس مشترک ویژه با برند پوشاک خیابانی و سبک زندگی مستقر در بریتانیا پالاس دریافت کرد. با هزینه اضافی برای بازی پایه، جنون سرعت نسخه پالاس شامل جوایز مارک‌های مختلف، از جمله چهار ماشین با لباس‌های پالاس و ۲۰ لباس با مارک پالاس برای پوشیدن شخصیت‌های درون بازی بازیکن می‌شود.
جنون سرعت آنباند در تاریخ ۲۹ نوامبر ۲۰۲۲ یک نسخه دسترسی زودهنگام برای نسخه پالاس خود داشت که اعضای ئی‌ای پلی (از جمله اعضای ایکس‌باکس گیم‌پس آلتیمیت) می‌توانند ده ساعت آن را امتحان کنند و اعضای ئی‌ای پلی پرو دسترسی اولیه نامحدود دارند. این بازی به‌طور رسمی در ۲ دسامبر ۲۰۲۲ منتشر شد، با حداکثر تعداد بازیکنانی که در استیم بازی می‌کردند در حدود ۱۴۰۶۳ بود.

## بازخورد
| گردآورنده | امتیاز                              |
| --------- | ----------------------------------- |
| متاکریتیک | PC: ۷۳/۱۰۰ PS5: ۷۷/۱۰۰ XSXS: ۷۵/۱۰۰ |

| ناشر                     | امتیاز |
| ------------------------ | ------ |
| گیم‌اسپات                 | ۷/۱۰   |
| گیمز ریدار+              | [ ۲۶ ] |
| هاردکور گیمر             | ۴/۵    |
| هابی‌کنسولاس              | ۷۸/۱۰۰ |
| پی‌سی گیمر (ایالات متحده) | ۷۶/۱۰۰ |
| پوش اسکوئر               | ۸/۱۰   |
| شک‌نیوز                   | ۶/۱۰   |
| گیم‌پرو (DE)              | ۸۳/۱۰۰ |

طبق گفته متاکریتیک، نسخه‌های پلی‌استیشن ۵ و ایکس‌باکس سری ایکس جنون سرعت آنباند «بررسی‌های عموماً مطلوب» را دریافت کرده‌اند، در حالی که نسخه رایانه شخصی «بررسی‌های ترکیبی یا متوسط» دریافت کرده‌است.
این هفدهمین بازی پرفروش خرده فروشی در بریتانیا در هفته انتشارش بود. فروش بازی در مقایسه با نسخه قبلی، جنون سرعت حرارت ۶۴ درصد کاهش داشت.